# بيلا أخمدولينا
إيزابيلا أخاتوفنا أخمدولينا ((بالروسية: Бе́лла (Изабе́лла) Аха́товна Ахмаду́лина)‏، قالب:لغة-tt-Cyrl؛ 10 أبريل 1937 - 29 نوفمبر 2010) كانت سوفيتية وشاعرة روسية، وكاتبة قصص قصيرة، ومترجمة، معروفة بموقفها الكتابي لا سياسي. كانت جزءًا من الحركة الأدبية الروسية الجديدة. اقتبسها جوزيف برودسكي كأفضل شاعرة حية باللغة الروسية  عُرفت في روسيا باسم "صوت العصر".
على الرغم من الموقف المذكور أعلاه اللاسياسي لكتاباتها، انتقدت أخمدولينا غالبًا السلطات في الاتحاد السوفيتي ، وتحدثت لصالح آخرين ، بما في ذلك حائزو جائزة نوبل 
بوريس باسترناك، أندريه ساخاروف، وألكسندر سولجينيتسين.  كانت معروفة للجماهير الدولية من خلال رحلاتها إلى الخارج خلال ذوبان خروتشوف، حيث ظهرت في الاستادات الممتلئة.قالب:سياق مطلوب عند وفاتها عام 2010 عن عمر يناهز 73 عامًا، أشاد رئيس روسيا دميتري مدفيديف بشعرها باعتباره "كلاسيكية الأدب الروسي".
قالت نيويورك تايمز إن أخمدولينا كانت "دائمًا معترف بها كواحدة من كنوز الاتحاد السوفيتي الأدبية وشاعرة كلاسيكية في السلسلة الطويلة الممتدة من ليرمونتوف وبوشكين."  كتبت سونيا إي. كيتشيان، في كتاب الحرفة الشعرية لبيلا أخمدولينا، أنها "واحدة من عظماء شعراء القرن العشرين. هناك أخماتوفا، تسفيتايفا، ماندلشتام، وباسترناك - وهي الخامسة".

## النشأة والتعليم والأعمال
وُلدت بيلا أخمدولينا في موسكو في 10 أبريل 1937، الابنة الوحيدة لأخات فالييفيتش أخمدولين، والد تتاري، وناديجدا ماكاروفنا لازاريفا، والدة روسية - إيطالية. خضعا للإخلاء إلى قازان عند اندلاع الحرب العالمية الثانية.
بدأت مسيرة أخمدولينا الأدبية عندما كانت طالبة مدرسة تعمل كصحفية في صحيفة موسكو، ميتروسترويفيتس، وتحسين مهاراتها الشعرية في دائرة نظمها الشاعر ييفغيني فينوكوروف. ظهرت أول قصائدها في مجلة أكتوبر بعد موافقة شعراء سوفيت معترف بهم. قالب:مصدر مطلوب نُشرت هذه القصائد الأولى في عام 1955. وصف الناقد المهاجر مارك سلونيم آفاقها في عام 1964 (الأدب الروسي السوفيتي) على النحو التالي: "صوتها له نقاء في النغمة، وغنى في الطبقة، وفردية في الديكشن، بحيث إذا استمر نموها ستتمكن يومًا ما من خلافة أخماتوفا" كـ "أعظم شاعرة حية في روسيا".
بعد الانتهاء من المدرسة، التحقت أخمدولينا بمعهد مكسيم غوركي للأدب الذي تخرجت فيه عام 1960. أثناء دراستها في المعهد، نشرت قصائدها ومقالاتها في صحف مختلفة، رسمية ومكتوبة بخط اليد.  كانت موضوع انتقاد في كومسومولسكايا برافدا عام 1957. طُردت في عام 1959 (ولكن سُمح لها بإعادة الالتحاق مع مرور الوقت) نتيجة معارضتها لاضطهاد بوريس باسترناك. في عام 1962 نُشرت أول مجموعة من قصائدها بعنوان سترونا (الوتر)  وكانت نجاحًا مدويًا. بالرغم من الحذف، نُشرت العديد من مجموعاتها الشعرية لاحقًا: دروس موسيقى (1970) ، قصائد (1975)، شمعة (1977) ، أحلام جورجيا (1977)، اللغز (1983) ، الساحل (1991)، وآخرون. أدت مجموعة بعنوان حزين (حديقة) إلى حصول أخمدولينا على جائزة الدولة في الاتحاد السوفيتي في عام 1989.
نُشر "العديد من الكلاب وكلب واحد"، قصة قصيرة مكتوبة بأسلوب سريالي، في عام 1979 في الماناخ الساميزداتي متروبول. قالب:سياق مطلوب ساعدت في إنشاء ميتروبول. كتبت مقالات حول الكسندر بوشكين وميخائيل ليرمونتوف.
ظهرت في الاستادات الممتلئة في الستينيات، كما فعل الشعراء ييفغيني يفتوشينكو، أندريه فوزنيسنسكي وروبرت روجديستفينسكي. قالب:سياق مطلوب
نُشرت رسالتها المفتوحة دعمًا للمنفي أندريه ساخاروف. في أكتوبر 1993، وقعت على رسالة الاثنين والأربعين.
كانت صحفية في فيلم عام 1964.
شاركت بيلا في العديد من الفعاليات الشعرية الدولية بما في ذلك قراءة الشعر الدولية في كوالا لامبور (1988).
بعد الاتحاد السوفيتي نشرت تابوت ومفتاح (1994)، صوت إرشادي (1995) ويوم واحد في ديسمبر (1996)  استخدمت الصور والفكاهة في عملها. استخدمت الرباعيات المقفاة في أعمالها المبكرة، التي ناقشت الحوادث العادية، ولكن الخيالية من الحياة اليومية بلغة ممتلئة بكل من فظة والمحدثات. أصبحت الدين والفلسفة مواضيعها مع تقدمها في السن وكتبت في أشكال أطول.

## الحياة الشخصية
كان زواج بيلا الأول في عام 1954 من ييفغيني يفتوشينكو، شاعر آخر مشهور من تلك الحقبة. زوجها الثاني، الذي تزوجته عام 1960، كان يوري ناغيبين، روائي وكاتب سيناريو رئيسي. زواجها الثالث في عام 1971 من المخرج إلدار كولييف أنجب ابنة، إليزافيتا كولييفا، التي أصبحت أيضًا شاعرة. في عام 1974، تزوجت من زوجها الأخير، الفنان الشهير ومصمم المسرح بوريس ميسيرير.  كان لديهما منازل في بيريديلكينو وموسكو.

## الوفاة
توفيت أخمدولينا في منزلها في بيريديلكينو بالقرب من موسكو في 29 نوفمبر 2010 عن عمر يناهز 73 عامًا. قال زوج أخمدولينا إن وفاتها كانت بسبب مشكلة في القلب ، مصفًا إياها بـ "أزمة قلبية وعائية". أشاد دميتري مدفيديف وفلاديمير بوتين كلاهما،  مع ميدفيديف يكتب على مدونته أن الوفاة كانت "خسارة لا يمكن تعويضها". كتب ميدفيديف أيضًا أن شعر أخمدولينا كان "كلاسيكية الأدب الروسي".